# Pote Sarasin
Pote Sarasin (in thai พจน์ สารสิน; Bangkok, 25 marzo 1905 – Bangkok, 28 settembre 2000) è stato un politico thailandese.
È stato Primo ministro della Thailandia dal settembre al dicembre 1957.

## Biografia
Dal 1949 al 1951 è stato Ministro degli esteri, prima di lavorare come ambasciatore negli Stati Uniti. Nel settembre 1957, quando Sarit Thanarat prese il potere con un colpo di Stato, venne nominato Primo ministro, ma si dimise dopo pochi mesi.
Ha ricoperto anche il ruolo di primo Segretario generale della Southeast Asia Treaty Organization, dal 1957 al 1964.